# Odynerus abreptus
Odynerus abreptus är en stekelart som beskrevs av Giordani Soika. Odynerus abreptus ingår i släktet lergetingar, och familjen Eumenidae. Inga underarter finns listade i Catalogue of Life.